# Birgit Homburger

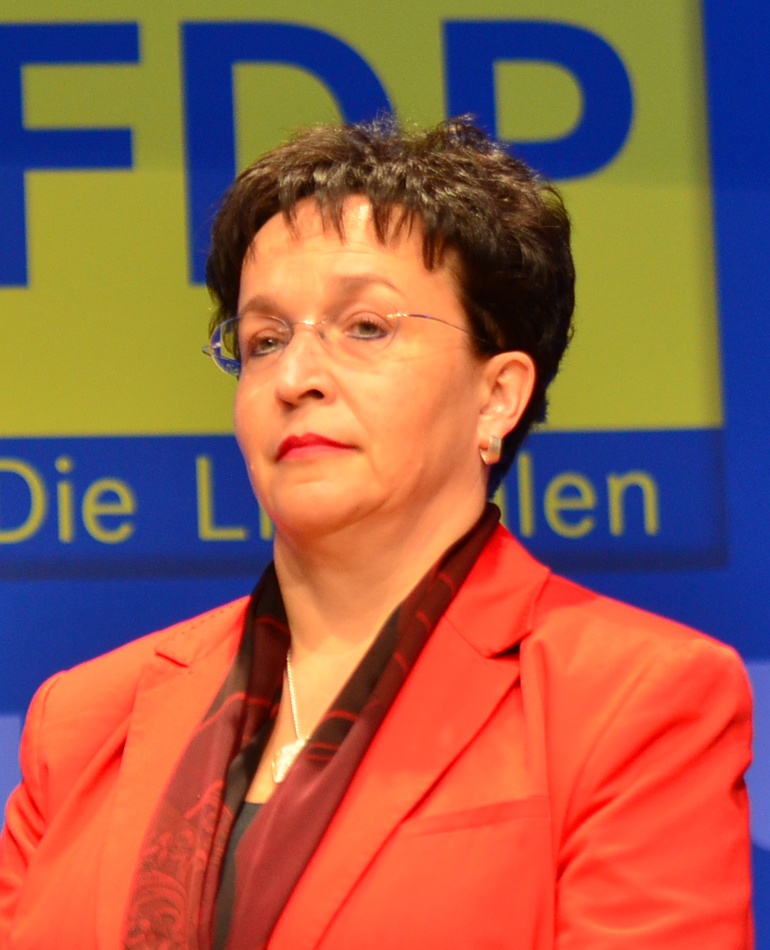
Birgit Homburger (2013)

Birgit Homburger (* 11. April 1965 in Singen) ist eine ehemalige deutsche Politikerin (FDP).
Sie war von Oktober 2009 bis Mai 2011 Vorsitzende der FDP-Bundestagsfraktion und von 2002 bis 2009 eine der stellvertretenden Vorsitzenden der FDP-Bundestagsfraktion. Von 2004 bis 2013 war sie Landesvorsitzende der FDP Baden-Württemberg, zudem war sie zwischen Mai 2011 und März 2013 stellvertretende Bundesvorsitzende.

## Ausbildung und Beruf
Birgit Homburger wuchs in Hilzingen auf. Sie entstammt einer Handwerkerfamilie, ihr Vater betrieb ein Bestattungsunternehmen und eine Schreinerei. Außer der Leitung seiner Firma bekleidete er bis Dezember 2009 das Amt des Vizepräsidenten der Handwerkskammer Konstanz. Nachdem sie 1984 am Friedrich-Wöhler-Gymnasium in Singen das Abitur erlangt hatte, absolvierte sie von 1984 bis 1989 ein Studium der Verwaltungswissenschaften an der Universität Konstanz, welches sie als Diplom-Verwaltungswissenschaftlerin abschloss. Während des Studiums (von 1986 bis 1987) arbeitete sie im Personalwesen eines Großunternehmens und 1989/90 als Projektreferentin bei der Personalleitung in einem mittelständischen Unternehmen.
Nach ihrem Ausscheiden aus dem Bundestag stieg Birgit Homburger 2014 als Partnerin bei dem internationalen Personalberatungsunternehmen Odgers Berndtson in Frankfurt/Main ein. Seit dem 19. Februar 2016 leitet sie das Hauptstadtbüro des Deutschen Aktieninstituts e. V. in Berlin.
Birgit Homburger hat zwei Brüder, ist verheiratet und römisch-katholisch.

## Politische Tätigkeit

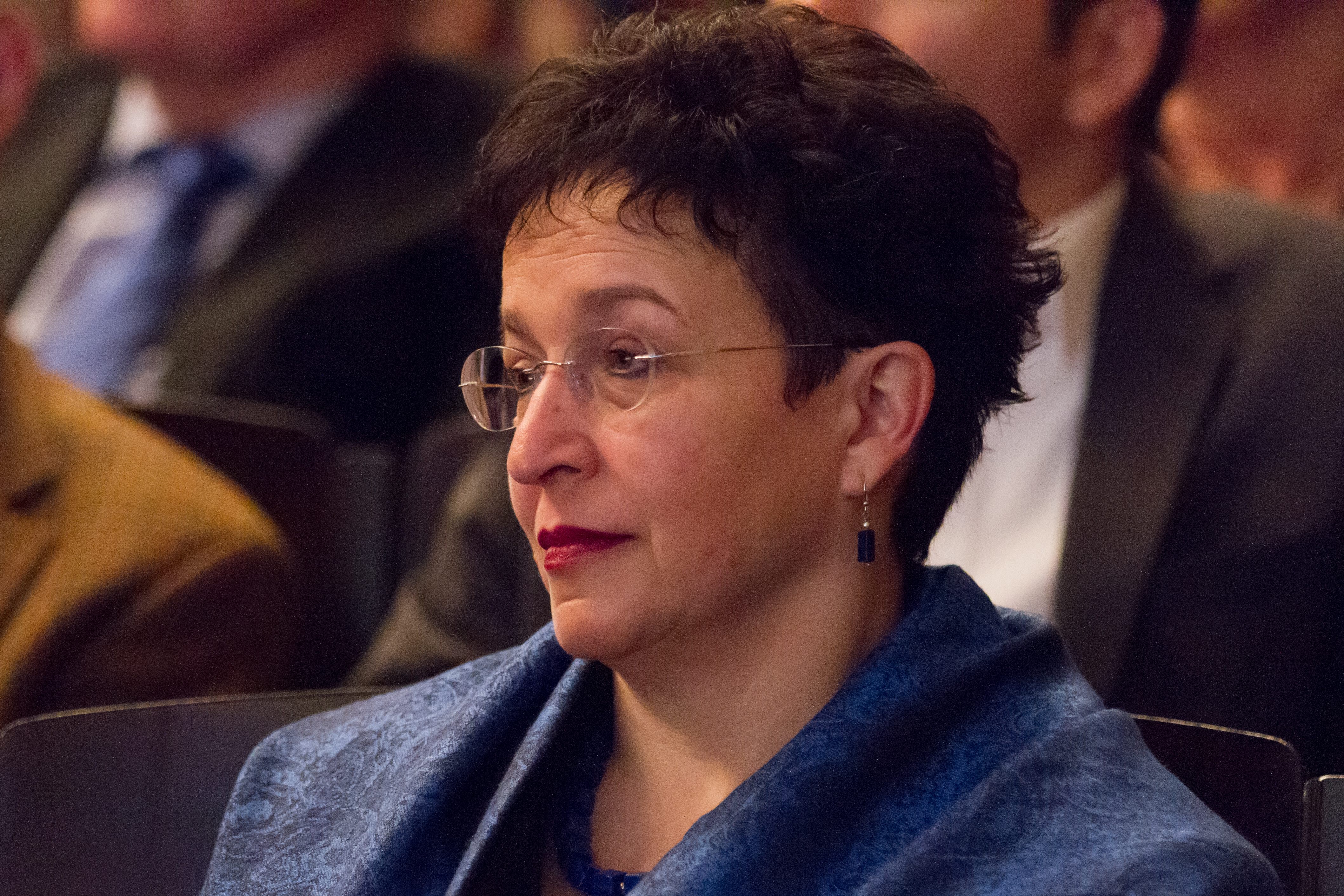
Homburger beim Dreikönigstreffen 2015

Seit 1982 ist Homburger Mitglied der FDP. 1984 trat sie auch den Jungen Liberalen bei, deren Landesvorsitzende in Baden-Württemberg sie von 1988 bis 1991 war.
Auf dem Vereinigungskongress von JuLiA und JuLis im Berliner Reichstagsgebäude am 8./9. September 1990, dem ersten gesamtdeutschen Kongress des fusionierten, gesamtdeutschen Jugendverbandes der FDP, wurde Homburger zur Bundesvorsitzenden der Jungen Liberalen gewählt und hatte das Amt bis 1993 inne. In Homburgers Amtszeit als Vorsitzende der Jungen Liberalen fiel das Zusammenwachsen der beiden deutschen Staaten. Auch die Jungen Liberalen wurden in dieser Zeit ein gesamtdeutscher Verband.
Von 1993 bis 2013 war Homburger Mitglied im FDP-Landesvorstand von Baden-Württemberg. 1997 wurde sie zur stellvertretenden Landesvorsitzenden und 2004 als Nachfolgerin des zurückgetretenen Walter Döring zur Vorsitzenden des FDP-Landesverbandes Baden-Württemberg gewählt und 2010 im Amt bestätigt. Auf Grund des historisch schlechten Landtagswahlergebnisses bei der baden-württembergischen Landtagswahl am 27. März für die FDP/DVP unter Führung von Homburger mit 5,3 Prozent der Stimmen fand am 7. Mai 2011 eine Neuwahl des Landesvorstandes statt. Homburger wurde dabei im zweiten Wahlgang mit 199 von 400 Delegierten-Stimmen knapp zur FDP-Landesvorsitzenden gewählt. Ihr Gegenkandidat, der Europaabgeordnete Michael Theurer, erhielt 192 Stimmen. Im ersten Wahlgang hatte es ein Patt gegeben, beide Kandidaten hatten 180 Stimmen erhalten.
Seit 1991 gehört Homburger als Beisitzerin dem Bundesvorstand und seit 2001 auch dem Präsidium der FDP an. 2005 und 2011 wurde sie wiedergewählt. Am 10. März 2013 wurde sie auf dem FDP-Bundesparteitag in Berlin als stellvertretende FDP-Parteivorsitzende abgewählt.
Von 1990 bis 2013 war Homburger Mitglied des Deutschen Bundestages. Von 1994 bis 2005 war sie umweltpolitische Sprecherin ihrer Fraktion. Von Dezember 2005 bis Oktober 2009 war Homburger sicherheitspolitische Sprecherin und seit Juni 2012 technologiepolitische Sprecherin der FDP-Fraktion. Von 2002 bis 2009 war sie eine der stellvertretenden Vorsitzenden der FDP-Bundestagsfraktion und Sprecherin für Bürokratieabbau. Nach dem Wechsel ihres Vorgängers Guido Westerwelle in das Auswärtige Amt nach der Bundestagswahl 2009 wurde Homburger Fraktionsvorsitzende der FDP im Deutschen Bundestag. Am 10. Mai 2011 stellte sie sich bei einer Fraktionssitzung für dieses Amt nicht mehr zur Wahl, nachdem es besonders durch ihren Stellvertreter Jürgen Koppelin und den Vorsitzenden der schleswig-holsteinischen FDP-Landtagsfraktion Wolfgang Kubicki öffentliche Kritik an ihrer Amtsführung gegeben hatte. Außerdem war sie Mitglied der Europa-Union Parlamentariergruppe Deutscher Bundestag.
Birgit Homburger ist stets über die Landesliste Baden-Württemberg in den Deutschen Bundestag eingezogen. Bei der Aufstellung der FDP-Landesliste am 17. November 2012 für die Bundestagswahl 2013 musste Homburger auf die Spitzenkandidatur zugunsten von Bundesentwicklungshilfeminister Dirk Niebel verzichten, nachdem der Ex-Wirtschaftsminister Walter Döring ihr die Spitzenkandidatur streitig gemacht hatte. Homburger erhielt mit 65 % der Delegiertenstimmen Listenplatz 2. Weil die FDP bei der Bundestagswahl 2013 an der Fünf-Prozent-Hürde scheiterte, verlor Homburger ihr Parlamentsmandat. Sie kandidierte anschließend nicht mehr zur Wiederwahl als FDP-Landesvorsitzende.